# Казалетто-Спартано
Казалетто-Спартано (итал. Casaletto Spartano) — коммуна в Италии, располагается в регионе Кампания, в провинции Салерно.
Население составляет 1680 человек, плотность населения составляет 24 чел./км². Занимает площадь 70 км². Почтовый индекс — 84030. Телефонный код — 0973.
Покровителем коммуны почитается святитель Николай, Мирликийский Чудотворец, празднование 13 мая, 15 августа, 8 сентября.